# Pyriglena atra
Pyriglena atra là một loài chim trong họ Thamnophilidae.